# Сюхюб
Сюхюб (азерб. Söhüb [Сёхюб]) — селение в Губинском районе Азербайджана.

## География
Населённый пункт расположен к юго-западу от районного центра города Губа, под горою Пулад-даг.

## О названии
«Кавказский календарь» на 1857 год приводит название Сюхюба «на туземном наречии» (ﺻﺤﻮﺐ). В дореволюционной литературе, в соответствии с тогдашней орфографией встречаются написания «Сугюбъ» или «Сюгюбъ» (с ударением Сюгю́бъ). Один источник второй половины XIX века приводит два написания «Сюгюбъ (Сугубъ)».
В советской литературе разных лет встречаются «Сухюб», «Сюхюб», «Сюгуб». 

## История
Селение упоминается в документах кубинских ханов. Так, в 1803 году вышел указ Шейх Али-хана о пожаловании «уроженца [селения] Сухуб по имени Коджа» в личную зависимость Ага-беку.
В середине XIX века Сюхюб являлся частью Будугского магала Кубинского уезда Дербентской губернии, просуществовавшей с 1846 по 1860 год. После упразднения Дербентской губернии её большая часть вошла в состав новообразованной Дагестанской области, в то время как Кубинский уезд отошёл Бакинской губернии. Вплоть до революции 1917 года селение входило в состав указанной губернии.
По состоянию на 1879 год в селении были одна мечеть и одна медресе. В 1880-х годах Сюхюб вместе с селениями Адур, Бильгя, Кархун и Рюк был частью Рюкского сельского общества данного уезда, а в начале XX века было отдельное Сюгюбское общество (Абейли-кишлаг и Сюхюб).
Уездная система сохранилась после установления Советской власти в Азербайджане. Сюхюб, Рюк, Адур Бильгя, Кархун относились к Рюкскому сельскому обществу. В 1929 году уездную систему упразднили и вместо уездов создали округа, делившиеся на районы. Однако уже летом 1930 года все округа также упразднили, а входившие в их состав районы перешли в прямое подчинение Азербайджанской ССР. Сюхюб входил в состав Конахкентского района, просуществовавшего до 1959 года и занимавшего южную часть территории нынешнего Кубинского района. В 1960—1970-х годах Сюхюб являлся одним из населённых пунктов Рюкского сельского Совета (сельсовета) Кубинского района.

## Достопримечательности
На северо-западе села находятся башни и остатки стены, относящиеся к Гильгильчайской оборонительной стене. Местное население именует это место «Дивлер каласы» (крепость дивов).

## Население
В статистических материалах второй половины XIX — первой половины XX веков жители Сюхюба фиксировались либо как «татары» (азербайджанцы), либо как таты.

### XIX век
Согласно сведениям «Кавказского календаря» на 1857 год здесь проживали «татары»-сунниты (азербайджанцы-сунниты), а местным языком был «татарский» (азербайджанский). 
По данным же списков населённых мест Бакинской губернии от 1870 года, составленных по сведения камерального описания губернии с 1859 по 1864 год, здесь имелось 110 дворов и 867 жителей (480 мужчин и 387 женщин), которые были татами-суннитами. Согласно сведениям 1873 года, опубликованным в изданном в 1879 году под редакцией Н. К. Зейдлица «Сборнике сведений о Кавказе», в
Сюхюбе было уже 119 дворов и 1019 жителей (570 мужчин и 449 женщин), состоящих из татов-суннитов. 
Из материалов посемейных списков на 1886 год видно, что все 1113 жителей (642 мужчины и 471 женщина; 124 дыма) Сюхюба являлись татами-суннитами, среди которых было 1105 крестьян на казённой земле (638 мужчин и 467 женщин; 123 дыма) и 8 представителей суннитского духовенства (4 мужчины и 4 женщины).

### XX век
Согласно сведениям «Кавказского календаря» на 1904 год, опирающимся на данные статистических комитетов Кавказского края, в селении было 1359 жителей, в основном таты. В очередном «Кавказском календаре» на 1910 год читаем, что в Сюхюбе за 1908 год было 1453 жителя, преимущественно татов. 
По сведениям же Списка населённых мест, относящегося к Бакинской губернии и изданного Бакинским губернским статистическим комитетом в 1911 году, в селении насчитывалось 1026 жителей татской национальности (568 мужчин и 458 женщин; 87 дымов), из которых 1021 — поселяне на казённой земле (566 мужчин и 455 женщин; 86 дыма) 5 представителей духовенства (2 мужчины и 3 женщины; 1 дым). Те же материалы сообщают, что здесь были трое лица мужского пола «грамотных на туземном языке».
Согласно «Кавказскому календарю» на 1915 год, население селения уменьшилось и составляло 1040 жителей, но на этот раз они были отмечены как «татары» (азербайджанцы). По Азербайджанской сельскохозяйственной переписи 1921 года в Сюгубе Кубинского уезда Азербайджанской ССР проживало 1050 человек (161 хозяйство), включая 603 мужчины и 447 женщин; преобладающей национальностью являлись «тюрки азербайджанские» (азербайджанцы), среди всех жителей грамотными были 4 мужчин.
Согласно материалам издания «Административное деление АССР», подготовленного в 1933 году Управлением народно-хозяйственного учёта Азербайджанской ССР (АзНХУ), по состоянию на 1 января 1933 года здесь было 191 хозяйство и 1437 человек коренного населения (то есть приписанного к данному селу), среди которых 664 мужчины и 773 женщины. В этих же материалах указано, что весь Сухюбский сельсовет (селения Деликая, Сухюб, Зыхыр и Зыхыркышлаг) в национальном плане на 50,6 % состоял из «тюрок» (азербайджанцев) и на 48,4 % из татов.

## Видные уроженцы
В селе родился Вагиф Арзуманлы — азербайджанский учёный-литературовед, филолог.